# Wiertarka dentystyczna
Wiertarka dentystyczna, wiertarka stomatologiczna – narzędzie maszynowe służące do opracowania twardych tkanek zęba oraz materiałów stomatologicznych za pomocą wierteł dentystycznych (stomatologicznych).

## Rodzaje
- wiertarki szybkoobrotowe
  - turbina powietrzna

- wiertarki wolnoobrotowe
  - kątnica
  - prostnica

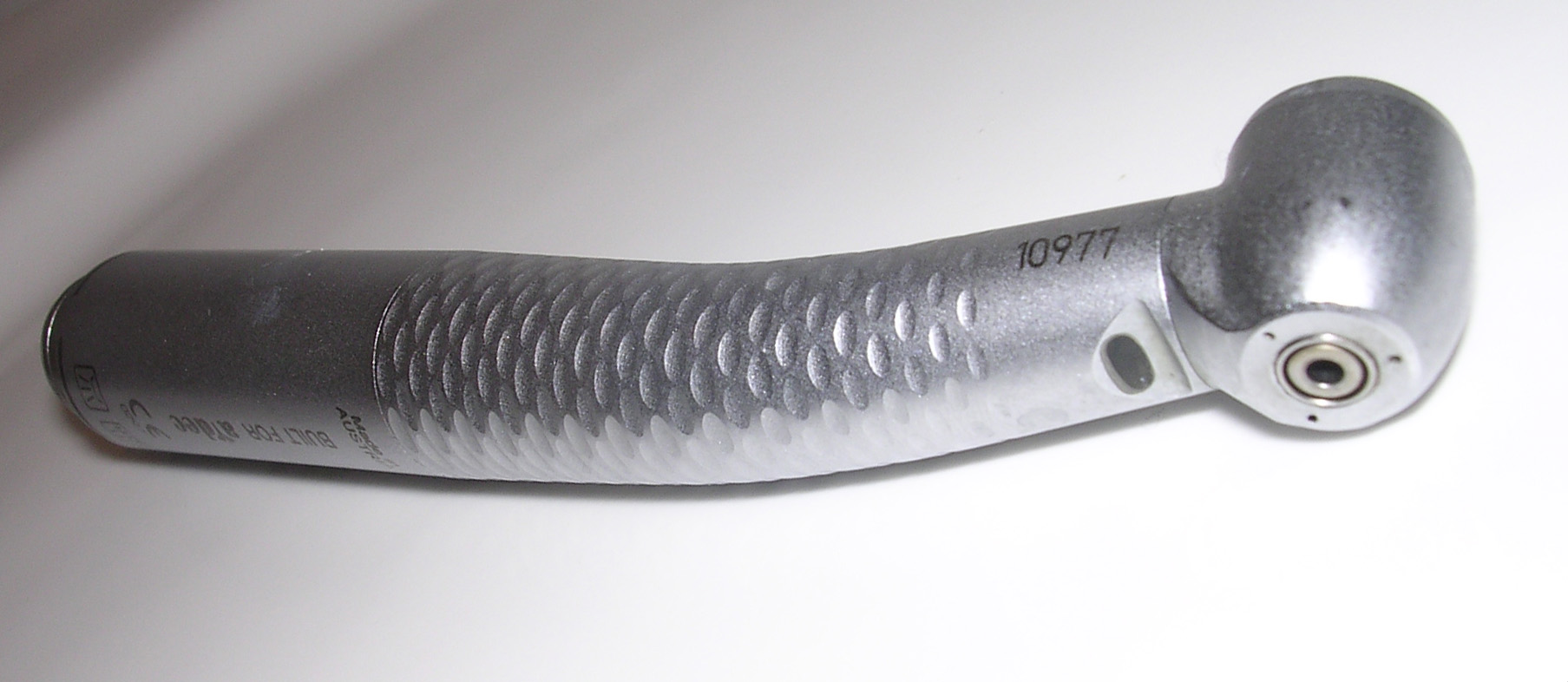
Turbina
Turbina pracuje z szybkością 200 000 – 450 000 obr./min. W przeciwieństwie do wiertarek wolnoobrotowych nie jest napędzana przez silnik, ale sprężonym powietrzem. Stosowana jest do otwierania ubytków, 
nadawania zarysów ubytkom oraz opracowywania zębów pod wkłady koronowe. Wiertło i tkanki skrawane muszą być podczas pracy chłodzone wodą, gdyż powstające ciepło negatywnie wpływa na żywe tkanki zęba.
Kątnica

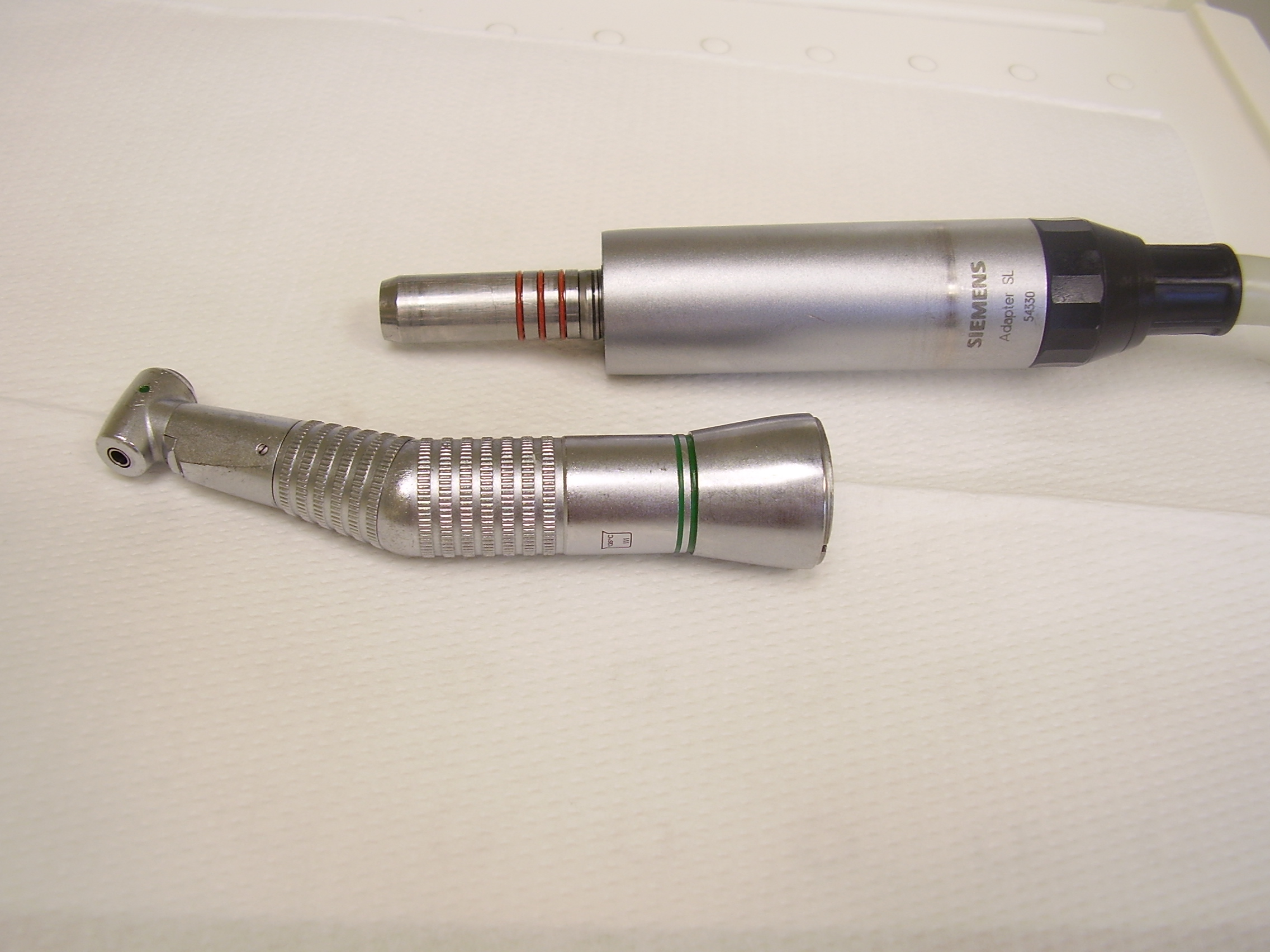
Kątnica zwalniająca (z zielonym paskiem)

Kątnica napędzana jest przez mikrosilnik elektryczny. Pracuje w zakresie 500 – 200 tys. obr./min. W zależności od obrotów wyróżnia się:
| Oznaczenie końcówki | Typ                | Przyśpieszenie/Redukcja | Maksymalna prędkość |
| ------------------- | ------------------ | ----------------------- | ------------------- |
| czerwona            | szybkie obrót      | 1 : 5                   | 200 tys. obr./min   |
| niebieska           | normalny obrót     | 1 : 1                   | 40 tys. obr./min    |
| zielona             | wolny obrót        | 5,4 : 1                 | 7400 obr./min       |
| podwójnie zielona   | bardzo wolny obrót | 14,8 : 1                | 2700 obr./min       |

Oznaczenia kolorystyczne końcówek: 
- kątnica z czerwonym paskiem – kątnica przyśpieszająca – osiąga do 200 000 obr./min (w zasadzie jest narzędziem szybkoobrotowym). Jej zaletą, wobec turbiny, jest większa moc i mniejsza traumatyczność dla miazgi.

- kątnica z niebieskim paskiem – kątnica zwykła – służy do opracowywania zębiny, a zwłaszcza do usuwania zębiny próchnicowej, wygładzania brzegów szkliwa
- kątnica z zielonym paskiem – kątnica zwalniająca – wykorzystywana jest do opracowywania i polerowania wypełnień stomatologicznych, do zabiegów profilaktycznych bądź w endodoncji oraz chirurgii

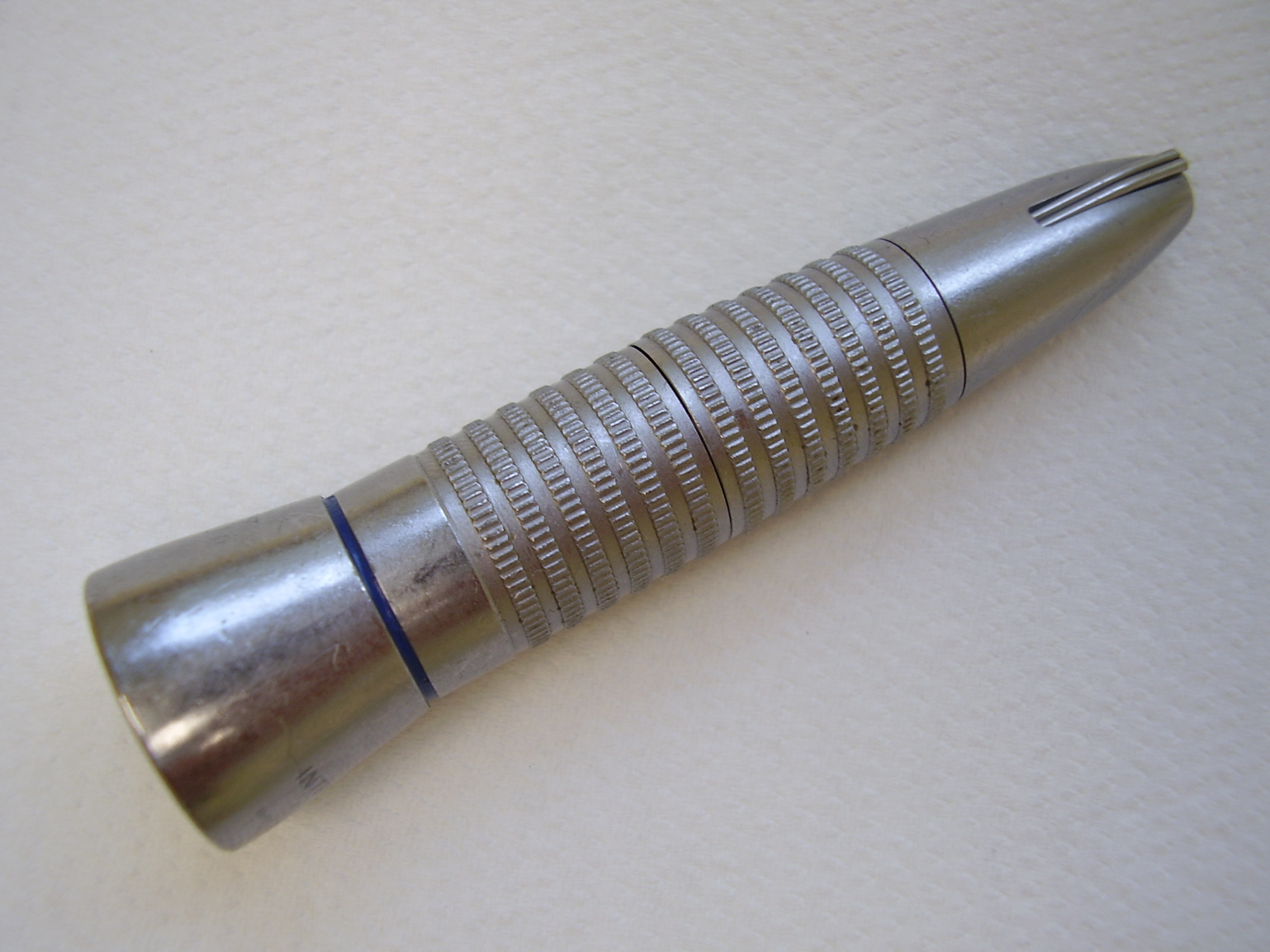
Prostnica
Prostnica, podobnie jak kątnica, napędzana jest przez mikrosilnik elektryczny. Pracuje w zakresie 500 – 25 tys. obr./min. Stosowana jest w protetyce i ortodoncji do obróbki protez i aparatów ortodontycznych.